# Friedrich Ferdinand von Boeselager
Friedrich Ferdinand Franz Joseph Freiherr von Boeselager (* 19. Oktober 1781; † 25. Dezember 1863 in Münster) war Domherr in Münster.

## Leben

### Herkunft und Familie
Friedrich Ferdinand von Boeselager wurde als Sohn des Kaspar Friedrich von Boeselager zu Eggermühlen (1743–1801) und seiner Gemahlin Maria Anna von Ketteler zu Harkotten (1750–1820) geboren. Seine Schwester Maria Anna (1774–1848) war mit Max Friedrich Freiherr von Oer verheiratet. Sein Bruder Friedrich Wilhelm (1778–1851) war Domherr in Münster und Osnabrück. Sein Bruder Maximilian von Boeselager war mit Bernhardine von Boeselager verheiratet. Sie war eine Schwester des Domherrn Kaspar Anton von Boeselager (1779–1825) und des Bürgermeisters Maximilian Anton von Boeselager (1775–1821).

### Wirken
Am 13. Mai 1801 erhielt Friedrich Ferdinand durch Papst Pius VII. eine Verleihungsurkunde zum Domherrn in Osnabrück. Sein Bruder Friedrich Wilhelm verlieh ihm in seiner Eigenschaft als Turnar im Jahre 1802 eine Dompräbende in Münster. In einem preußischen Landwehrregiment leistete er während der Befreiungskriege Dienst und nahm an der Schlacht bei Ligny teil. Er hatte den Rang eines Hauptmanns.
Friedrich Ferdinand starb an Altersschwäche. Er wurde am 28. Dezember 1863 auf dem Martini-Kirchhof in Münster beigesetzt.